# Kapitał stały

Kapitał stały w strukturze bilansu, ujęcie schematyczne. AT – aktywa trwałe, AO – aktywa obrotowe, KW – kapitał własny, kapitały obce oprocentowane – zobowiązania długoterminowe).

Kapitał stały (pasywa stałe) – długoterminowy kapitał zaangażowany w działalność gospodarczą przedsiębiorstwa obejmujący kapitał własny i kapitał obcy długoterminowy.
Ta część kapitału stałego, która finansuje aktywa obrotowe, jest nazywana kapitałem obrotowym netto (ang. net working capital). Z uwagi na swój długoterminowy charakter kapitał stały powinien finansować najmniej płynne aktywa, czyli aktywa trwałe – jest to tzw. złota reguła bankowa. 